# Cinnamomum chemungianum
Cinnamomum chemungianum là loài thực vật có hoa trong họ Nguyệt quế. Loài này được M.Mohanan & A.N.Henry miêu tả khoa học đầu tiên năm 1991.